# Hustopeče nad Bečvou
Hustopeče nad Bečvou település Csehországban, Přerovi járásban. Hustopeče nad Bečvou Polom, Kelč, Kladeruby, Choryně, Starý Jičín, Špičky, Milotice nad Bečvou és Lešná településekkel határos. Lakosainak száma 1782 fő (2024. január 1.).

## Népesség
A település lakosságának változását az alábbi diagram mutatja:
| Lakosok száma | 1672 | 1902 | 1680 | 1684 | 1751 | 1750 | 1758 | 1771 | 1729 | 1782 |
|               | 1869 | 1890 | 1921 | 1950 | 1980 | 2001 | 2017 | 2019 | 2022 | 2024 |